# Округ Отава (Оклахома)
Округ Отава (енгл. Ottawa County) је округ у америчкој савезној држави Оклахома.

## Демографија
По попису из 2010. године број становника је 31.848, што је 1.346 (-4,1%) становника мање него 2000. године.
| Група             | 2000.          | 2010.          |
| Белци             | 24.193 (72,9%) | 21.454 (67,4%) |
| Афроамериканци    | 192 (0,6%)     | 245 (0,8%)     |
| Азијати           | 97 (0,3%)      | 158 (0,5%)     |
| Хиспаноамериканци | 1.061 (3,2%)   | 1.499 (4,7%)   |
| Укупно            | 33.194         | 31.848         |